# Hans Cain (Mediziner)
Hans Cain (* 12. Mai 1919 in Stendal; † 11. Juni 1983 in Stuttgart) war ein deutscher Mediziner.

## Leben
Cain war Mitglied der Burschenschaft Germania zu Würzburg. Er war Pathologe und arbeitete in Nürnberg und Würzburg (Habilitation 1956). 1964 siedelte er nach Stuttgart über. Dort entstand im Jahre 1968 unter seiner Leitung eine Abteilung für Immunpathologie bzw. Elektronenmikroskopie sowie ein zytologisches Labor am Katharinenhospital Stuttgart.
1978 wurde er zum Vorsitzenden der Deutschen Gesellschaft für Pathologie gewählt.
Sein Sohn ist der Archäologe Hans-Ulrich Cain.